# ایوان بوتر
ایوان بوتر (انگلیسی: Yvonne Buter؛ زادهٔ ۱۸ march ۱۹۵۹ (۶۵ سال)) ورزشکار هاکی روی چمن اهل پادشاهی هلند است.
وی در مسابقات کشوری و بین‌المللی در مجموع برندهٔ ۲ مدال طلا، ۱ مدال برنز شده‌است.